# Надєждіна Тетяна Дмитрівна
Тетяна Дмитрівна Надєждіна (30 грудня 1931 - 2 листопада 2019, Москва) — радянська і російська актриса. Народна артистка Росії (2003).

## Біографія
У 1954 році закінчила Театральний інститут імені Бориса Щукіна і була прийнята в трупу Російського академічного молодіжного театру, де прослужила по 2015 рік.
Чоловік - актор Юрій Лученко.
Померла 2 листопада 2019 року . Похована на Ніколо-Архангельському кладовищі .

## Творчість

### Роботи в театрі
- Одруження М. В. Гоголя - Агафія Тихонівна
- Вороги - Тетяна
- 2001 - Принц і жебрак М. Твена . Режисер: Микола Крутиков - Дженні
- 2003 - Таня А. Арбузова. Режисер: Олександр Пономарьов - Бабуся
- 2009 - Запрошення на страту В. Набокова . Режисер: Павло Сафонов - попечителькою, Бабка

### Аудіокнига
- Прістлі Д. Б. - Золоте руно
- Розов В. С. - В пошуках радості
- Метерлінк М. - Синя птиця

### Кіно
1. 1986 — Білий кінь. Горе не моє (телеспектакль) -  мама Юлі і Жені
2. 1978 — «Слідство ведуть знатоки. До третього пострілу» (телефільм) — Гвоздарєва
3. 1970 — Крадіжка — Ольга
4. 1967 — Твій сучасник — Катя Чулкова
5. 1962 — Сім няньок — Олена
6. 1960 — Шумний день — Тетяна Савіна